# سسک زرد آمریکایی
سسک زرد آمریکایی (نام علمی: Dendroica petechia) نام یک گونه از راسته گنجشک‌سانان است.